# Метродор Лампсакський Молодший
Метродор Лампсакський (дав.-гр. Μητροδωρος Λαμψακηνος; 331 до н. е./330 до н. е. — 278 до н. е./277 до н. е.) — один з чотирьох головних філософів—представників епікурейства.

## Життєпис
Народився у місті Лампсак. Ім'я батька було Атей (або Тімократ), мати звали Сандою. Разом із братом Тімократом замолоду перебрався до Афін, де став слухачем та прихильником школи Епікура. Зрештою став одним з видатніших учнів останнього, з яким Метродора пов'язувала тісну дружба. Помер в Афінах, залишивши сина Епікура та доньку Епікуру на опікунів.

## Філософія
На відмінну від Епікура робив більший наголос на чуттєвості усього. Здебільшого намагався розвинути та популяризувати вчення Епікура. Завдяки цьому воно зрештою дісталося й Риму.
Водночас вдосконалюючи ідеї свого вчителя Метродор замислювався над сутністю навколишнього середовища, речей. Цікавився питаннями соціальних та економічних станів, походження та розвиток життя, вдосконалення людського духу. Зокрема, він стверджував, що кількість світів є безкінечним.
Твори:
- Πρὸς τοὺς ἰατρούς, τρία, «Проти лікарів» — 3 книги.
- Περὶ αἰσθήσεων, «Про почуття».
- Πρὸς Τιμοκράτην, «Проти Тімократа».
- Περὶ μεγαλοψυχίας, «Про велич духу».
- Περὶ τῆς Ἐπικούρου ἀρρωστίας, «Про Епікурову поміч».
- Πρὸς τοὺς διαλεκτικούς, «Проти діалектиків».
- Πρὸς τοὺς σοφιστάς, ἐννέα, «Проти софістів» — 9 книг.
- Περὶ τῆς ἐπὶ σοφίαν πορείας, «Про дорогу до мудрості».
- Περὶ τῆς μεταβολῆς, «Про переміни».
- Περὶ πλούτου, «Про багатство».
- Πρὸς Δημόκριτον, «Проти Демокріта».
- Περὶ εὐγενείας, «Про знатність».

Також склав критику діалогів Платона — «Євтифрон» та «Горгій».